# Neus Arqués Salvador
Neus Arqués Salvador (Barcelona, 1963) és una escriptora i analista catalana especialitzada en Gestió de la visibilitat. Investiga especialment la visibilitat de les dones i dels escriptors.
És conferenciant i professora de Comunicació i Marca personal en Escola de Llibreria (Universitat de Barcelona – Gremi de Llibreters), Barcelona School of Management i Universitat Rovira i Virgili. És considerada una de les 35 espanyoles més influents en Internet. Els seus primers treballs van ser com a traductora (va dirigir l'equip de traductors del Dossier de candidatura dels Jocs Olímpics de Barcelona 1992) i intèrpret. Va desenvolupar la seva trajectòria institucional a la Universitat Autònoma de Barcelona, el Ministeri d'Afers exteriors d'Espanya i la Cambra de comerç de Barcelona. També ha estat observadora internacional per l'OSCE a Bòsnia i Hercegovina. L'any 2000 va fundar la seva pròpia agència de comunicació, en la qual va desenvolupar campanyes competitives per als seus clients.

### Assaig
- Vive 50. Cambiar de vida sin cambiar de barrio.  Comanegra, 2016.[3]

### Manuals
- Aprender comunicación digital.  Paidós, 2006.[2]
- Y tú, ¿qué marca eres? 14 claves para gestionar tu reputación personal.  Alienta, 2015.[2]
- Marketing para escritores.  Alba, 2009.[2]
- Visibilidad.  Gestión 2000., 2009. (Coautora)

### Novel·la
- Un hombre de pago.  Urano, 2006. (Edició russa en Centerpolygraph i portuguesa en Quidnovi)[2]
- Una mujer como tú.  Martínez Roca, 2009.[2]
- Todo tiene un precio.  Alienta, 2010. (Premi nacional Alares per promoure el debat sobre els estereotips i la conciliació)[2]

### Relats
- Fem bessons. (Finalista al V Premi Pin i Soler de narrativa).  Ciutat de Tarragona, 2001.
- DoS.  (Antología Tras la red. Sigueleyendo).
- Office party. Cuento moderno de Navidad.  edició de l'autora, 2011.

### Articles
- Cuando escribir ya no es suficiente (Ministerio de Cultura).
- Leer para entender el mundo (Trama & Texturas).
- La extinción del bicho comet (Revista Litoral, n. 248: Cartas y caligrafías).

### Traduccions
- Francis Scott Fitzgerald. Un diamant gran com el Ritz i altres contes.  EDHASA.
- Candidatura de Barcelona als JJOO'92. Cap de traductors del Dossier de candidatura.